# Стрёйк, Паскаль
Паскаль Аугустус Стрёйк (нидерл. Pascal Augustus Struijk; род. 11 августа 1999, Дёрне, Фламандский регион) — нидерландский футболист, защитник английского клуба «Лидс Юнайтед».
Стрёйк родился в Бельгии в семье индонезийца и нидерландки.

## Клубная карьера
Стрейк — воспитанник клубов «АДО Ден Хааг», «Аякс» и английского «Лидс Юнайтед». 10 декабря 2019 года в матче против «Халл Сити» он дебютировал в английском Чемпионшипе в составе последних. По итогам дебютного сезона Стрёйк помог клубу выйти в элиту. В сентябре 2020 года в матче против «Ливерпуля» он дебютировал в английской Премьер-лиге. 14 февраля 2021 года в поединке против лондонского «Арсенала» Паскаль забил свой первый гол за «Лидс Юнайтед».
Стрёйк начал сезон 2022/23 на позиции левого защитника из-за травмы Хуниора Фирпо.
Паскаль Стрёйк забил свой первый гол в сезоне в матче против «Кристал Пэлас» 9 октября 2022 года.

## Международная карьера
В 2016 году Стрёйк в составе юношеской сборной Нидерландов принял участие в юношеском чемпионате Европы в Азербайджане. На турнире он сыграл в матчах против сборных Испании и Швеции.

## Достижения
«Лидс Юнайтед»
- Победитель Чемпионшипа Английской футбольной лиги (2): 2019/20, 2024/25